# Vienna Vikings 2014
Questa voce raccoglie le informazioni riguardanti i Vienna Vikings nelle competizioni ufficiali della stagione 2014.

## Maschile

### Prima squadra

#### Austrian Football League 2014

##### Stagione regolare
| 23 marzo 2014, ore 15:00 CET 1ª giornata | Vienna Vikings | 41 – 14 (14-7 20-7 7-0 0-0) | Tirol Raiders | (2700 spett.) |

| 29 marzo 2014, ore 16:00 CEST 2ª giornata | Prague Black Panthers | 7 – 27 (7-7 0-10 0-3 0-7) | Vienna Vikings | (800 spett.) |

| 13 aprile 2014, ore 15:00 CEST 4ª giornata | Danube Dragons | 10 – 31 (0-0 3-7 0-14 7-10) | Vienna Vikings | (850 spett.) |

| 27 aprile 2014, ore 15:00 CEST 5ª giornata | Vienna Vikings | 34 – 31 (7-10 7-14 3-7 17-0) | Prague Black Panthers | (2800 spett.) |

| 3 maggio 2014, ore 17:00 CEST 6ª giornata | Tirol Raiders | 22 – 20 (7-0 8-0 7-14 0-6) | Vienna Vikings | (4551 spett.) |

| 11 maggio 2014, ore 15:00 CEST 7ª giornata | Vienna Vikings | 6 – 9 (3-3 3-0 0-6 0-0) | Graz Giants | (1350 spett.) |

| 22 giugno 2014, ore 15:00 CEST 10ª giornata | Vienna Vikings | 42 – 10 (7-0 14-3 14-0 7-7) | Danube Dragons | (2000 spett.) |

| 27 giugno 2014, ore 17:00 CEST 11ª giornata | Graz Giants | 13 – 38 (0-7 7-17 6-7 0-7) | Vienna Vikings | (2800 spett.) |

##### Playoff
| 13 luglio 2014, ore 15:00 CEST Semifinale | Vienna Vikings | 41 – 27 (10-0 21-7 10-6 0-14) | Prague Black Panthers | (2200 spett.) |

| Sankt Pölten 26 luglio 2014, ore 19:00 CEST Austrian Bowl | Vienna Vikings | 24 – 17 (7-7 7-7 3-3 0-0 7-0) | Tirol Raiders | NV Arena (3800 spett.) |
| Walch Q1 ( TD ) 14yd pass from Gross Kappel Q1 ( pat ) Postel Q2 ( TD ) 51yd pass from Gross Kappel Q2 ( pat ) Kappel Q3 ( FG ) 33yd Amadu OT1 ( TD ) 4yd run Kappel OT1 ( pat ) Marcatori Erlsbacher Q1 ( TD ) 12yd pass from van den Raadt Erlsbacher Q1 ( pat ) Erlsbacher Q2 ( TD ) 3yd run Erlsbacher Q2 ( pat ) Erlsbacher Q3 ( FG ) 36yd |                | |               |                        |
| |                | |               |                        |
| Walch Q1 (TD) 14yd pass from Gross Kappel Q1 (pat) Postel Q2 (TD) 51yd pass from Gross Kappel Q2 (pat) Kappel Q3 (FG) 33yd Amadu OT1 (TD) 4yd run Kappel OT1 (pat) | Marcatori      | Erlsbacher Q1 (TD) 12yd pass from van den Raadt Erlsbacher Q1 (pat) Erlsbacher Q2 (TD) 3yd run Erlsbacher Q2 (pat) Erlsbacher Q3 (FG) 36yd |               |                        |

#### BIG6 European Football League 2014

##### Stagione regolare
| Braunschweig 17 maggio 2014, ore 19:00 3ª giornata | New Yorker Lions | 13 – 14 (0-7 0-0 7-0 6-7) referto | Vienna Vikings | Eintracht-Stadion (4000 spett.) |

| Vienna 15 giugno 2014, ore 15:00 4ª giornata | Vienna Vikings | 35 – 41 (0-7 21-14 7-8 7-12) referto | Dresden Monarchs | Hohe Warte Stadion (2500 spett.) |

#### Statistiche di squadra
| Competizione             | %Vittorie | In casa | In casa | In casa | In casa | In casa | In casa | In trasferta | In trasferta | In trasferta | In trasferta | In trasferta | In trasferta | Totale | Totale | Totale | Totale | Totale | Totale |
| Competizione             | %Vittorie | G       | V       | N       | P       | Pf      | Ps      | G            | V            | N            | P            | Pf           | Ps           | G      | V      | N      | P      | Pf     | Ps     |
| ------------------------ | --------- | ------- | ------- | ------- | ------- | ------- | ------- | ------------ | ------------ | ------------ | ------------ | ------------ | ------------ | ------ | ------ | ------ | ------ | ------ | ------ |
| AFL - Stagione regolare  | .750      | 4       | 3       | 0       | 1       | 123     | 64      | 4            | 3            | 0            | 1            | 116          | 52           | 8      | 6      | 0      | 2      | 239    | 116    |
| AFL - Playoff            | 1.000     | 2       | 2       | 0       | 0       | 65      | 44      | 0            | 0            | 0            | 0            | 0            | 0            | 2      | 2      | 0      | 0      | 65     | 44     |
| BIG6 - Stagione regolare | .500      | 1       | 0       | 0       | 1       | 35      | 41      | 1            | 1            | 0            | 0            | 14           | 13           | 2      | 1      | 0      | 1      | 49     | 54     |
| Totale                   | .750      | 7       | 5       | 0       | 2       | 223     | 149     | 5            | 4            | 0            | 1            | 130          | 65           | 12     | 9      | 0      | 3      | 353    | 214    |

### Seconda squadra

#### AFL - Division I 2014

##### Stagione regolare
| Vienna 30 marzo 2014, ore 14:00 1ª giornata | Vienna Vikings 2 | 48 – 0 (12-0 22-0 7-0 7-0) | Tirol Raiders JV | Sportzentrum Ravelin (400 spett.) |

| Sankt Pölten 5 aprile 2014, ore 16:00 2ª giornata | Sankt Pölten Invaders | 0 – 24 (0-0 0-14 0-3 0-7) | Vienna Vikings 2 | Egger Homefield (550 spett.) |

| Vienna 19 aprile 2014, ore 18:00 3ª giornata | Vienna Vikings 2 | 47 – 21 (0-7 14-7 27-0 6-7) | Cineplexx Blue Devils | Sportzentrum Ravelin (100 spett.) |

| Hohenems 27 aprile 2014, ore 14:00 4ª giornata | Cineplexx Blue Devils | 14 – 26 (7-0 0-7 7-0 0-19) | Vienna Vikings 2 | Stadion Herrenried (100 spett.) |

| Vienna 10 maggio 2014, ore 18:00 5ª giornata | Vienna Vikings 2 | 40 – 0 (7-0 21-0 12-0 0-0) | Sankt Pölten Invaders | Sportzentrum Ravelin |

| Vienna 18 maggio 2014, ore 18:00 6ª giornata | Vienna Knights | 12 – 14 (6-0 0-7 0-7 6-0) | Vienna Vikings 2 | Sportzentrum Ravelin (450 spett.) |

| Klagenfurt am Wörthersee 21 giugno 2014, ore 18:00 7ª giornata | Carinthian Lions | 12 – 13 (0-0 0-3 6-7 6-3) | Vienna Vikings 2 | ASK-Sportanlage Fischl (310 spett.) |

| Vienna 28 giugno 2014, ore 18:00 8ª giornata | Vienna Vikings 2 | 24 – 15 (0-0 10-7 7-0 7-8) | Vienna Knights | Sportzentrum Ravelin |

##### Playoff
| Vienna 20 luglio 2014, ore 14:00 Semifinale | Vienna Vikings 2 | 43 – 14 (10-7 9-0 14-0 10-7) | Tirol Raiders JV | Sportzentrum Ravelin |

| Sankt Pölten 26 luglio 2014, ore 15:00 Silver Bowl | Vienna Vikings 2 | 49 – 20 (6-7 22-7 14-6 7-0) | Carinthian Lions | NV Arena (1150 spett.) |

#### Statistiche di squadra
| Competizione      | %Vittorie | In casa | In casa | In casa | In casa | In casa | In casa | In trasferta | In trasferta | In trasferta | In trasferta | In trasferta | In trasferta | Totale | Totale | Totale | Totale | Totale | Totale |
| Competizione      | %Vittorie | G       | V       | N       | P       | Pf      | Ps      | G            | V            | N            | P            | Pf           | Ps           | G      | V      | N      | P      | Pf     | Ps     |
| ----------------- | --------- | ------- | ------- | ------- | ------- | ------- | ------- | ------------ | ------------ | ------------ | ------------ | ------------ | ------------ | ------ | ------ | ------ | ------ | ------ | ------ |
| Stagione regolare | 1.000     | 4       | 4       | 0       | 0       | 159     | 36      | 4            | 4            | 0            | 0            | 77           | 38           | 8      | 8      | 0      | 0      | 236    | 74     |
| Playoff           | 1.000     | 2       | 2       | 0       | 0       | 92      | 34      | 0            | 0            | 0            | 0            | 0            | 0            | 2      | 2      | 0      | 0      | 92     | 34     |
| Totale            | 1.000     | 6       | 6       | 0       | 0       | 251     | 70      | 4            | 4            | 0            | 0            | 77           | 38           | 10     | 10     | 0      | 0      | 328    | 108    |

## Femminile

### AFL - Division Ladies 2014

#### Stagione regolare
| 19 aprile 2014 1ª giornata | Vienna Vikings Ladies | 51 – 0 | Danube Dragons Ladies |  |

| 10 maggio 2014 2ª giornata | Vienna Vikings Ladies | 44 – 0 (20-0 12-0 6-0 6-0) | Budapest Wolves Ladies |  |

| 25 maggio 2014 3ª giornata | Danube Dragons Ladies | 0 – 41 | Vienna Vikings Ladies |  |

| 9 giugno 2014 4ª giornata | Budapest Wolves Ladies | 0 – 54 (0-7 0-21 0-19 0-7) | Vienna Vikings Ladies |  |

#### Playoff
| 20 luglio 2014 Ladies Bowl | Vienna Vikings Ladies | 25 – 0 | Danube Dragons Ladies |  |

### Statistiche di squadra
| Competizione      | %Vittorie | In casa | In casa | In casa | In casa | In casa | In casa | In trasferta | In trasferta | In trasferta | In trasferta | In trasferta | In trasferta | Totale | Totale | Totale | Totale | Totale | Totale |
| Competizione      | %Vittorie | G       | V       | N       | P       | Pf      | Ps      | G            | V            | N            | P            | Pf           | Ps           | G      | V      | N      | P      | Pf     | Ps     |
| ----------------- | --------- | ------- | ------- | ------- | ------- | ------- | ------- | ------------ | ------------ | ------------ | ------------ | ------------ | ------------ | ------ | ------ | ------ | ------ | ------ | ------ |
| Stagione regolare | 1.000     | 2       | 2       | 0       | 0       | 95      | 0       | 2            | 2            | 0            | 0            | 95           | 0            | 4      | 4      | 0      | 0      | 190    | 0      |
| Playoff           | 1.000     | 1       | 1       | 0       | 0       | 25      | 0       | 0            | 0            | 0            | 0            | 0            | 0            | 1      | 1      | 0      | 0      | 25     | 0      |
| Totale            | 1.000     | 3       | 3       | 0       | 0       | 120     | 0       | 2            | 2            | 0            | 0            | 95           | 0            | 5      | 5      | 0      | 0      | 215    | 0      |